# عادل نجف‌زاده
عادل نجف‌زاده (زاده ۱ شهریور ۱۳۵۲ خوی) نماینده دوره  یازدهم و دوازدهم مجلس شورای اسلامی است. او در یازدهمین انتخابات مجلس شورای اسلامی که در تاریخ ۲ اسفند ۱۳۹۸ برگزار شد، توانست با کسب ۶۸ هزار و ۴۹۸ رای از مجموع ۱۵۱ هزار و ۳۸۲ رای، از حوزه انتخابیه خوی و چایپاره از استان آذربایجان غربی به عنوان منتخب مردم انتخاب شود و به مجلس راه یابد.